# Johnny Staccato

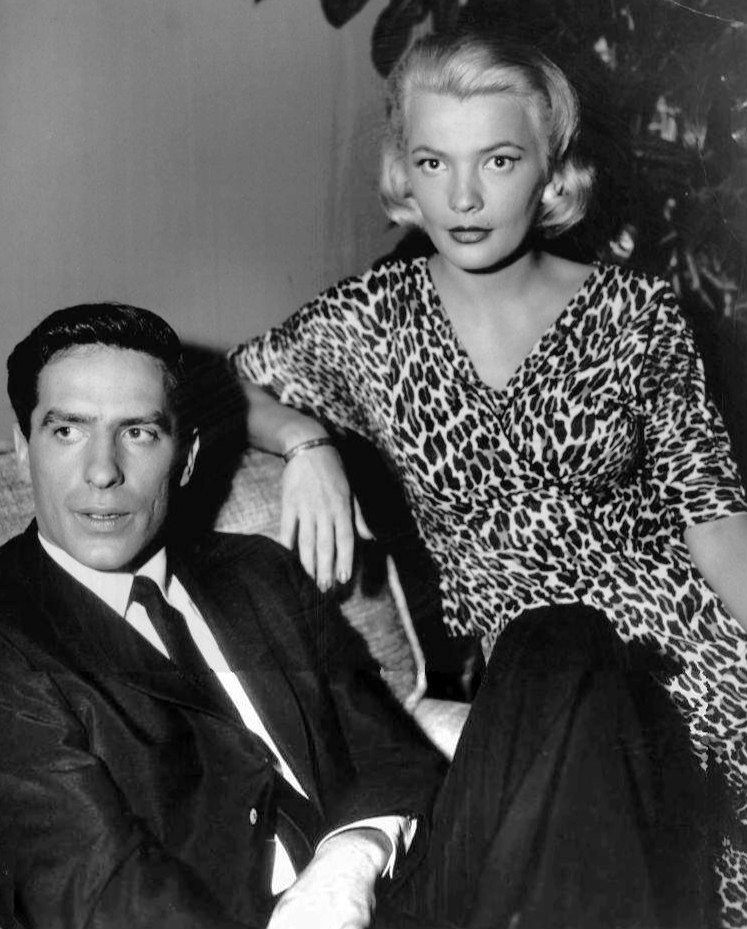
John Cassavetes junto a Gena Rowlands en 1959.

Johnny Staccato es una serie de televisión de misterio y detectives privados estadounidense protagonizada por John Cassavetes que tuvo 27 episodios en NBC desde el 10 de septiembre de 1959 hasta el 24 de marzo de 1960.

## Estrellas invitadas
- Warren Berlinger
- Geraldine Brooks
- Walter Burke
- Elisha Cook, Jr.
- Lloyd Corrigan
- Frank DeKova
- Norman Fell
- Marianne Gaba
- Ingrid Goude
- Harry Guardino
- Arline Hunter
- Martin Landau
- Michael Landon
- Cloris Leachman
- Ruta Lee
- Sylvia Lewis
- Charles McGraw
- John Marley
- Elizabeth Montgomery
- Mary Tyler Moore
- Susan Oliver
- J. Pat O'Malley
- Gena Rowlands
- Vito Scotti
- Dean Stockwell
- Nita Talbot
- Jack Weston

## Producción
Johnny Staccato reemplazó a "The Lawless Years" , transmitido los jueves de 8:30 a 9 pm, hora del este.
William Frye fue el productor ejecutivo y Everett Chambers fue el productor. Elmer Bernstein compuso la música.